# سيت

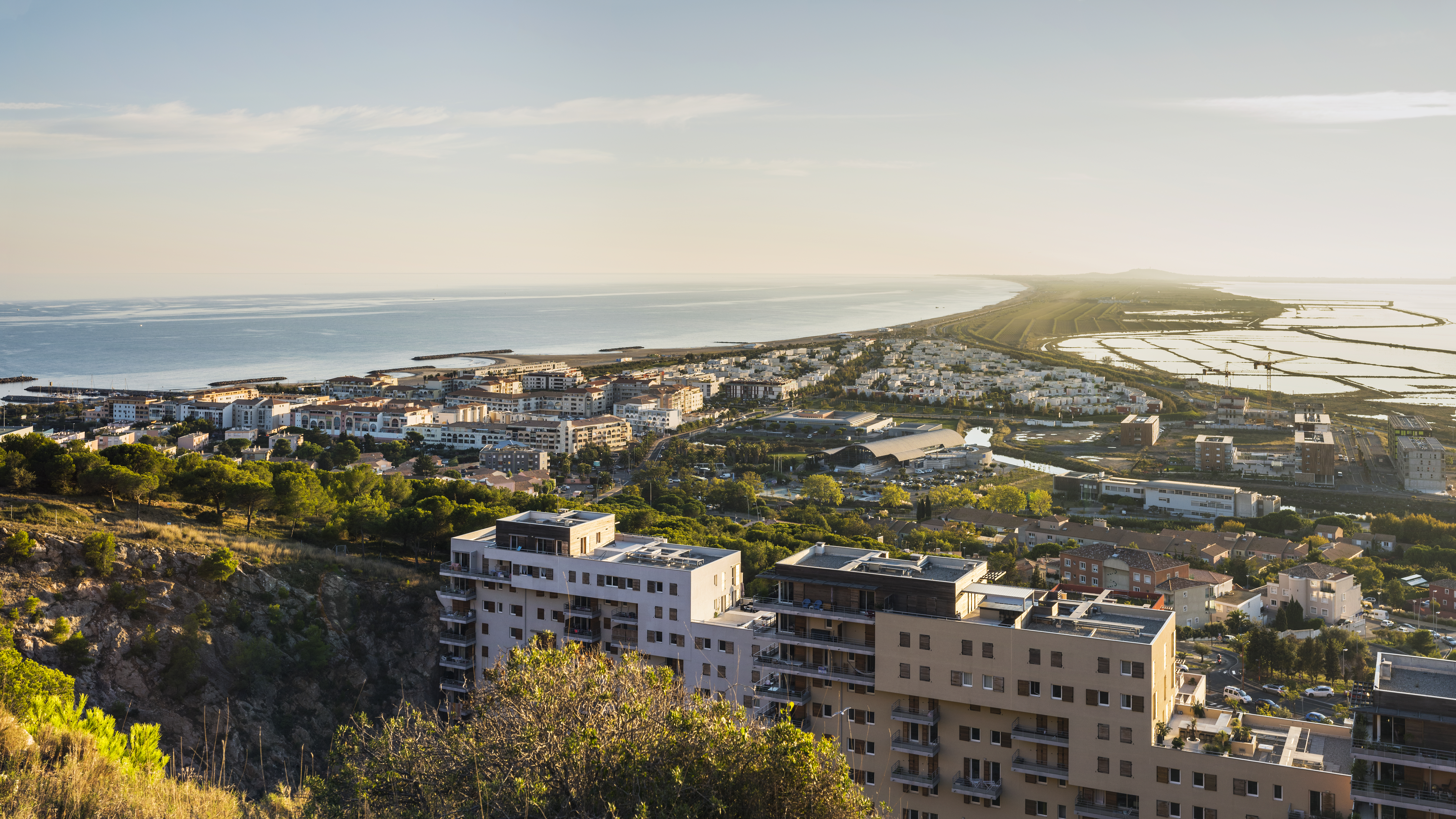

سيت هي بلدية فرنسية تقع في إقليم هيرولت (إقليم فرنسي) في منطقة لنكدوك روسيون، وتعد سيت بسكانها البلدية 146 في فرنسا، استنادا إلى بيانات عدد السكان القانوني 2012 المنفذ في 1 يناير عام 2015، هي الثالثة من ضواحي هيرولت، أو وحدة حضرية، مع 88.116 نسمة.[بحاجة لمصدر]
تدعى الجزيرة المفردة (التعبير نظرا لبول فاليري)، ولد في سيت فنانين مثل بول فاليري، جورج براسينز، مانيطاس دو بلاتا، جان فيلار، بيير نوكا أو الإخوة هيرفي وريتشارد دي روزا.
تعتبر من قبل البعض على أنها فينيسيا انغدوك للقناة، وموقعها متميز لا سيما على رعن، مزينة الساحل الرملي، التي تسهم في منتجع شعبية من سيت. وأخيرا، مكنت ميناء الصيد ومختلف أنشطتها البحرية هذه المدينة في الازدهار على الرغم من المنافسة القوية من موانئ البحر الأبيض المتوسط الأخرى.

## المناخ
يظهر الجدول التالي التغييرات المناخية على مدار السنة لسيت:
| البيانات المناخية لـسيت                                       | البيانات المناخية لـسيت | البيانات المناخية لـسيت | البيانات المناخية لـسيت | البيانات المناخية لـسيت | البيانات المناخية لـسيت | البيانات المناخية لـسيت | البيانات المناخية لـسيت | البيانات المناخية لـسيت | البيانات المناخية لـسيت | البيانات المناخية لـسيت | البيانات المناخية لـسيت | البيانات المناخية لـسيت | البيانات المناخية لـسيت |
| الشهر                                                         | يناير                   | فبراير                  | مارس                    | أبريل                   | مايو                    | يونيو                   | يوليو                   | أغسطس                   | سبتمبر                  | أكتوبر                  | نوفمبر                  | ديسمبر                  | المعدل السنوي           |
| ------------------------------------------------------------- | ----------------------- | ----------------------- | ----------------------- | ----------------------- | ----------------------- | ----------------------- | ----------------------- | ----------------------- | ----------------------- | ----------------------- | ----------------------- | ----------------------- | ----------------------- |
| الدرجة القصوى °م (°ف)                                         | 20.2 (68.4)             | 21.3 (70.3)             | 27.1 (80.8)             | 31.0 (87.8)             | 34.6 (94.3)             | 40.3 (104.5)            | 37.8 (100.0)            | 41.0 (105.8)            | 34.2 (93.6)             | 32.1 (89.8)             | 25.4 (77.7)             | 20.4 (68.7)             | 41.0 (105.8)            |
| متوسط درجة الحرارة الكبرى °م (°ف)                             | 10.8 (51.4)             | 11.6 (52.9)             | 14.6 (58.3)             | 16.9 (62.4)             | 20.6 (69.1)             | 24.9 (76.8)             | 27.8 (82.0)             | 27.4 (81.3)             | 23.7 (74.7)             | 19.3 (66.7)             | 14.3 (57.7)             | 11.4 (52.5)             | 18.6 (65.5)             |
| متوسط درجة الحرارة الصغرى °م (°ف)                             | 5.3 (41.5)              | 5.5 (41.9)              | 7.9 (46.2)              | 10.1 (50.2)             | 13.8 (56.8)             | 17.4 (63.3)             | 20.0 (68.0)             | 19.9 (67.8)             | 16.8 (62.2)             | 13.6 (56.5)             | 9.0 (48.2)              | 6.2 (43.2)              | 12.2 (54.0)             |
| أدنى درجة حرارة °م (°ف)                                       | −11.0 (12.2)            | −12.0 (10.4)            | −6.2 (20.8)             | 1.2 (34.2)              | 4.2 (39.6)              | 6.5 (43.7)              | 12.0 (53.6)             | 11.0 (51.8)             | 6.0 (42.8)              | 2.4 (36.3)              | −1.8 (28.8)             | −7.2 (19.0)             | −12.0 (10.4)            |
| الهطول مم (إنش)                                               | 51.4 (2.02)             | 51.8 (2.04)             | 39.7 (1.56)             | 48.3 (1.90)             | 42.3 (1.67)             | 25.2 (0.99)             | 11.5 (0.45)             | 26.4 (1.04)             | 56.7 (2.23)             | 90.9 (3.58)             | 65.2 (2.57)             | 51.3 (2.02)             | 560.7 (22.07)           |
| متوسط الرطوبة النسبية (%)                                     | 76                      | 74                      | 70                      | 70                      | 72                      | 69                      | 66                      | 68                      | 74                      | 76                      | 75                      | 76                      | 72.2                    |
| المصدر #1: Météo France                                       |                         |                         |                         |                         |                         |                         |                         |                         |                         |                         |                         |                         |                         |
| المصدر #2: Infoclimat.fr (humidity and snowy days, 1961–1990) |                         |                         |                         |                         |                         |                         |                         |                         |                         |                         |                         |                         |                         |

## توأمة
لسيت اتفاقيات توأمة مع كل من:
- نويبورغ آن در دوناو
- الجديدة
- سيتارا ،كامبانيا

## أعلام
- إريك باتيستا
- إتيان فالو
- لوران فيدال
- إيفان بيك
- فاني
- جورج براسانس
- رينيه لينس
- أنطوان بونس